# 나노블럭
나노블럭(일본어: ナノブロック, 영어: nanoblock)은 일본의 카와다공업주식회사에서 2008년에 출시한 블록 시리즈이다.

## 특징
주로 나노블럭은 레고, 옥스포드 블록와같이 가지고 노는 형태가 아닌 직접 끼워 맞추면서 한 작품을 만들어 완성해 가는 작품형태를 말한다. 한 블록당 기본 2x2블럭의 사이즈가 가로 세로 8mm, 높이 5mm로 매우 작으며, 포장은 박스이거나 원통형으로 판매하여 상품종류마다 고유 번호가 붙는다. 주요 시리즈는 동물, 악기, 건축물 등 라인업으로 디자인되어 출시하는데, 최근에는 유명 캐릭터와도 많은 콜라보레이션도 많이 맺으면서 디즈니 캐릭터, 포켓몬스터, 헬로키티, 리락쿠마, 미피와 같은 캐릭터 뿐만 아니라 에반게리온, 하츠네미쿠 등의 서브컬처 캐릭터들과도 꽤 많은 콜라보레이션을 맺어 상품을 내놓고 있다. 아이들보다는 주로 성인들에게 인기몰이를 하고 있다. 레고보다 저렴한 가격에 귀엽고 아기자기한 캐릭터나 건물 등을 구현해 낼 수 있는 장점이 있다.

## 제품 카테고리
1. 대형나노블럭
2. 캐릭터
3. 건축물
4. 미니나노블럭
5. 포켓몬스터
6. 어벤져스
이 밖에 다양한 카테고리를 갖고있다.

## 난이도
크기가 작아서 비교적 쉬어 보이지만 구조물도 직접 도면을 보면 생각 외로 복잡하고 작은 것 치고 사용되는 블럭의 수가 많다. 또한, 구조가 복잡해서 조립하다가 헷갈려 잘못 만드면 뜯고 다시 조립하고 다시 반복하는 경우가 있어 이러한 경우에는 기술력이 필요하다.

## 대한민국에서의 위조품 논란
대한민국에서는 카와다의 정품이 판매되는 것과는 달리 각종 국내 기업들이 레고의 쉬프티처럼 중국에서 생산하여 위조품으로 출시하는 경우가 많은데, 2015년 대한민국에서는 이런 식으로 인기가 많아졌다. 심지어 나노블럭이 카와다인줄 모르는 사람들은 위조품이 정품인줄 알고 잘못 알고 있는 사람들이 대다수다. 이는 카와다가 국내에서 정식 판매를 하지 않기 때문에, 위조품으로 대중화로 인식되면서 쇼핑몰에서는 위조품이 그냥 판매되어 문제가 심각하다. 나노블럭의 위조품 문제점은 일본에서는 캐릭터를 콜라보레이션을 하기 위해서는 저작권자의 정식 계약을 하는 것을 규정으로 하고 있는데, 대한민국에서의 위조품은 정식 계약없이 판매되어 공식 판매가 아닐수가 있고, 정품하고는 달리 블록에 유해물질이 과하게 첨가되거나, 정품하고는 달리 사용설명서가 없거나 블록이 다르거나 개수가 틀리는 경우가 생긴다.

## 같이 보기
- 레고
- 장난감
- 블록
- 위조품
- 카와다